# Embalse de El Furacón
El Furacón es un embalse español situado en la zona central del Principado de Asturias, sobre el cauce del río Nalón. Fue inaugurado en el año 1952, recrecido en 1967, y tiene una capacidad de 0,52 hm3.
Su presa es de tipo gravedad y tiene 14 metros de altura. Se sitúa en el concejo de Oviedo, concretamente en la parroquia de Trubia. El embalse ocupa una superficie de 19 ha.
Su aprovechamiento es fundamentalmente hidroeléctrico, alimentando, junto con el embalse de Priañes, en el río Nora, la central hidroeléctrica de Priañes, con una producción anual media de 60 GWh.
El río Trubia da sus aguas al Nalón en la cola del embalse de El Furacón.